# Antonín Vaněk
Antonín Vaněk byl rakouský politik české národnosti z Moravy, v 2. polovině 19. století poslanec Říšské rady.

## Biografie
Profesí byl statkářem v Blízkově.
V zemských volbách v lednu 1867 byl zvolen na Moravském zemském sněmu za kurii venkovských obcí, obvod Jihlava, Velké Meziříčí, Třebíč. Mandát zemského poslance obhájil i v krátce poté konaných zemských volbách v březnu 1867 a zemských volbách roku 1870. Poslanecký slib skládal v únoru 1867 v češtině.
Zemský sněm ho 10. dubna 1867 zvolil i do Říšské rady. Patřil mezi české federalisticky orientované poslance (Moravská národní strana), kteří odmítali centralistický vývoj v Předlitavsku po roce 1867. Mandát v Říšské radě proto fakticky nepřevzal. Dne 19. června 1867 byl spolu s dalšími českými poslanci vyzván, aby uvedl důvody proč nepřevzal mandát. Dne 26. září 1868 byly mandáty těchto poslanců v zemském sněmu, a tudíž i v Říšské radě prohlášeny za zaniklé.
Dne 8. listopadu 1880 zemřel v Blízkově jistý Antonín Vaněk, výměnkář z čp. 11 ve věku 58 let.